# Francisco Fernández Navarrete
Francisco Fernández Navarrete (Granada, 1680 - 1742) fue un médico español nacido en Granada y originario de La Zubia, pueblo de la misma provincia, de donde eran naturales sus padres y abuelos.
En 1702 ya era bachiller y asistía a la universidad, donde se hizo con una cátedra. Durante un viaje que hizo Felipe V a Granada, se incorporó al servicio del Duque del Arco, y posteriormente al del mismo monarca.
Fue miembro de la Academia de la Historia y de la Academia Médica madrileña, autor de diversas obras y también destacó como dibujante y pintor. Además era políglota y tenía conocimientos de música.